# Het dreigende dinges
Het dreigende dinges is het honderddrieeënzestigste stripverhaal uit de reeks van Suske en Wiske. Het is geschreven en ook grotendeels getekend door Paul Geerts. 
Het werd gepubliceerd in De Standaard en Het Nieuwsblad van 30 juli 1984 tot en met 7 december 1984. De eerste albumuitgave in de Vierkleurenreeks was in februari 1985, met nummer 201.
Dit Suske en Wiske-verhaal onderscheidt zich van de meeste andere uit de hoofdreeks doordat het een echte raamvertelling bevat: Een hond van Vlaanderen (A Dog of Flanders), een vooral in Japan bekend geworden roman uit 1870 van de Engelse schrijfster Ouida (pseudoniem van Marie Louise de la Ramée), wordt hier in een aantal stripplaatjes naverteld. De vaste hoofdpersonages hebben in deze raamvertelling geen enkele rol, maar zijn alleen toeschouwers.

## Personages
- Suske, Wiske met Schanulleke, tante Sidonia, Lambik, Jerom, professor Barabas, Nello en zijn grootvader Jehan, Patrasche, Miako Shakatika (dochter van baas fabriek elektronische apparaten in Tokio), K.C. (Kruipende Camera), Watanabe, baas Cogez (de molenaar) en zijn dochter Aloïs, veldwachter, boeren, Tolleke, brandweer

## Uitvindingen
- klankentapper, de teletijdmachine

## Locaties
- Antwerpen, autokerkhof in Hoboken, Onze-Lieve-Vrouwe-kathedraal met het schilderij Kruisafneming van Peter Paul Rubens, haven, Hoboken en de Hobokense Polder, de Rode Molen, de Japanse hoofdstad Tokio

## Het verhaal
Suske en Wiske worden naar Hoboken in Antwerpen gestuurd. Daar zien ze op een autokerkhof een vreemd soort autootje, dat ze een "dinges" noemen. Wiske ziet de dinges de volgende nacht opnieuw voor haar raam. Niemand gelooft haar vooralsnog. De volgende dag valt de dinges Wiske opnieuw aan. Samen met tante Sidonia gaan ze er nu achteraan. 
Ze komen bij de Onze-Lieve-Vrouwe-kathedraal, waar de dinges op dat moment een jongen samen met een hond onder het beroemde schilderij de Kruisafneming van Peter Paul Rubens ogenschijnlijk tot leven tovert en hier een foto van neemt (later blijken de jongen en de hond hier niet op te zien te zijn). 
In de haven worden de vrienden even later aangevallen door een Japanner, die het ook op de dinges heeft voorzien. Nadat ze weer zijn bevrijd, besluiten ze om de omgeving met behulp van de klankentapper te ondervragen. Ze belanden in de Hobokense Polder. Daar ontmoeten ze Miako Shakatika, een jonge vrouw uit Tokio. Miako's zusje lijdt aan een onbekende ziekte en ligt nu in coma. Hun vader leidt een fabriek van elektronische apparaten. 
Miako heeft K.C., ofwel het dinges, meegenomen naar Vlaanderen om foto's van de omgeving te nemen. K.C. kan foto's maken van al  dan niet fictieve gebeurtenissen uit het verleden. Met behulp van deze foto's moet de 19e-eeuwse roman Een hond van Vlaanderen zo goed mogelijk worden naverteld. Dit was namelijk vroeger een van de favoriete verhalen van Miako's zieke zusje; als ze het nog eens hoort en er bovendien live gemaakte beelden van te zien krijgt, zou dit volgens de arts haar genezing bespoedigen. Miako laat de vrienden een dia zien van de Rode Molen van Hoboken uit 1870, die voorkomt in het verhaal. Ze zien ook iets heel anders tussen de dia's: een foto van Watanabe, een industrieel spion van een concurrent van de vader van Miako. Watanabe is erop uit om K.C. stelen.
Door een toevallige samenloop van omstandigheden breekt er brand uit in Miako's huisje. De brandweer redt Miako en de vrienden voorkomen dat Watanabe de apparatuur steelt, maar alle dia's van K.C. zijn verloren gegaan. Miako is wanhopig nu het laatste redmiddel voor haar zusje verdwenen lijkt. Lambik stelt echter voor om met de teletijdmachine naar het Antwerpen van 1875 te reizen, zodat K.C. daar opnieuw scènes uit de roman van Ouida kan fotograferen. Deze foto's zouden zelfs beter moeten zijn dan de eerdere foto's, aangezien ze in de tijd waarin het verhaal zelf zich afspeelt gemaakt zijn. Intussen luistert Watanabe alles af. 
De vrienden gaan naar professor Barabas en laten zich met de apparatuur en K.C. naar het verleden flitsen. Ze betrekken een woonwagen. Het eerste beeld van een scène uit Ouida's roman dat ze zien is dat van een trekhond die door zijn voortdurend dronken baas wordt mishandeld en ten slotte ergens achtergelaten. 
Dan wordt Lambik onverwacht teruggeflitst, Watanabe is het laboratorium namelijk ingeslopen en bedreigt nu tante Sidonia en professor Barabas met een pistool. Lambik weet Watanabe het lab uit te krijgen. Terwijl de teletijdmachine wordt gerepareerd blijven Lambik, Sidonia en Miako de gebeurtenissen rond het 19e-eeuwse verhaal via het scherm volgen. 
De achtergelaten hond wordt gevonden door een oude man genaamd Jehan en zijn kleinzoon Nello. Jehan en Nello nemen de hond mee naar hun huis en geven hem de naam Patrasche. De twee verdienen zelf wat geld door melk vanuit de boerderijen naar de stad te brengen. 
Het verhaal wordt weer onderbroken als K.C. tijdens het filmen een veldwachter tegenkomt, die zijn rupsband vernielt. Suske en Wiske proberen hem te herstellen. Als Wiske zich bereid toont om Schanulleke tijdelijk te offeren zodat K.C. weer verder kan, sluit K.C. vriendschap met haar. De veldwachter heeft intussen boeren opgetrommeld en zij vallen de woonwagen van de vrienden aan. Dan is de teletijdmachine gerepareerd en Suske en Wiske worden naar hun eigen tijdperk geflitst. K.C. blijft voorlopig achter en kan aan de boeren ontsnappen. 

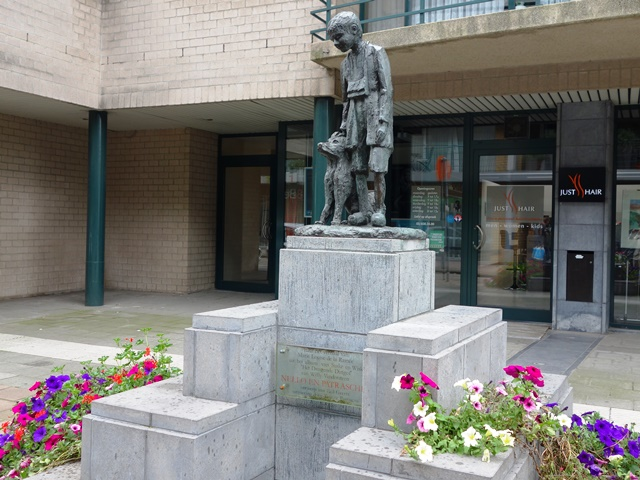
Het standbeeld van Nello en Patrasche in de Kapelstraat te Hoboken

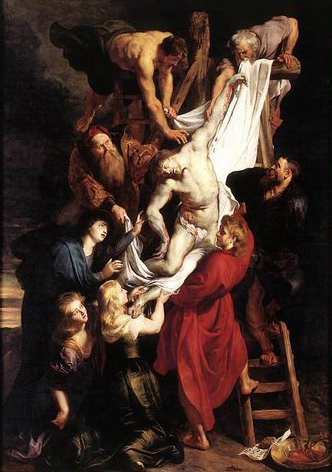
De kruisafneming (het schilderij, vooral het hier zichtbare paneel, is nagetekend in Het dreigende dinges)

K.C. vindt Nello weer terug in een winterlandschap. Nello en Patrasche brengen nu met z'n tweeën de melk rond, omdat Jehan inmiddels ziek is. Nello bewondert in de kathedraal Rubens' schilderij de Kruisafneming. In het voorjaar tekent Nello een portret van Aloïs, het meisje op wie hij verliefd is. De vader van Aloïs, de rijke molenaar Cogez, wil echter niet dat ze nog met de arme dromer Nello omgaat. Nello houdt vertrouwen dat het op den duur goedkomt en stort zich intussen volledig op zijn tekenkunst. In de stad wordt een tekenwedstrijd gehouden. Nello hoopt met een eenvoudige tekening van een zwerver te zullen winnen. 
Terwijl hij dit hele verhaal filmt, ontmoet K.C. een tolletje waar hij wat voor voelt. Hij kan op dat moment echter niet bij haar blijven, aangezien hij eerst zijn taak als filmer van het verhaal van Nello en Patrasche moet afmaken. Ze besluiten elkaar trouw te blijven.
K.C. gaat verder met filmen. Nello geeft Aloïs een pop en zegt dat hij de tekenwedstrijd verwacht te winnen. Diezelfde nacht woedt er een kleine brand in de molen van Cogez. Nello wordt van brandstichting beschuldigd, omdat hij kort daarvoor in de buurt was. De boeren wantrouwen Nello nu en de meesten zeggen hun bestellingen af, onder invloed van Cogez. Nello en Jehan hebben hierdoor dus geen inkomsten meer. Jehan sterft niet lang daarna. Nello kan de huur zelf niet betalen en wordt uit zijn hutje gezet. Samen met Patrasche gaat Nello weer naar Antwerpen, hij heeft zijn laatste hoop gevestigd op de uitslag van de tekenwedstrijd. Als vervolgens blijkt dat Nello niet de winnaar is, is hij helemaal de wanhoop nabij. Buiten in de sneeuw vindt hij later een verloren beurs, die van baas Cogez blijkt te zijn. Nello besluit de beurs, die zijn redding had kunnen betekenen, niet zelf te houden maar terug te brengen naar de rechtmatige eigenaar. Ook vraagt Nello aan Cogez om voor Patrasche te zorgen. Patrasche gaat Nello later echter weer achterna. De hond vindt zijn baasje terug in de kathedraal, waar ze samen uiteindelijk van honger en kou sterven voor de Kruisafneming. Nello wilde dit schilderij nog één keer rechtstreeks bewonderen voor zijn leven voorbij was. Op de dag na Kerstmis worden de stoffelijke overschotten van Nello en Patrasche gevonden. Ze worden samen begraven en Aloïs bezoekt het graf regelmatig. Baas Cogez van zijn kant heeft diepe spijt van zijn gedrag jegens Nello en het verdriet dat zijn dochter hierdoor nu heeft. Een kunstkenner die later het door Nello gemaakte portret van de zwerver ziet, constateert dat deze tekening eigenlijk de wedstrijd had moeten winnen. 
Het door K C. te filmen verhaal is hierna afgelopen. K.C. neemt Tolleke mee naar de woonwagen, waarna ze samen worden teruggehaald naar het laboratorium van professor Barabas in de 20e eeuw. Dan dringt ook Watanabe het laboratorium binnen. Hij schiet op Miako, maar K.C. vangt de kogel op. Watanabe krijgt spijt als hij ziet dat een mechanisch voorwerp blijkbaar meer gevoel en opofferingsbereidheid heeft dan hij. Hij repareert K.C. en belooft Miako vanaf nu juist te zullen helpen. Miako en Watanabe vertrekken met het vliegtuig samen terug naar Japan. De vrienden krijgen enige tijd later een brief van Miako, waarin staat dat haar zusje dankzij het gefilmde verhaal nu genezen is. K.C. en Tolleke blijven uiteindelijk herenigd. 
De vrienden gaan later zelf nog naar de Onze-Lieve-Vrouwe-kathedraal die in het door K.C. gefilmde verhaal belangrijke rol speelt. Er gaan geruchten dat de zielen van Nello en Patrasche hier nog steeds elke nacht precies om 0:00 even verschijnen. In de kathedraal zelf is niets bijzonders te zien, maar Suske en Wiske zien even later buiten in de sneeuw wel de afdrukken van voetstappen van een kind met ernaast die van hondenpoten. Ze maken eruit op dat vriendschap en trouw zelfs sterker zijn dan de dood.

## Achtergronden
- Naast het feit dat het verhaal A Dog of Flanders geheel centraal staat, is voor Het dreigende dinges duidelijk ook inspiratie gehaald uit diverse eerdere Suske en Wiske-verhalen. De aanduiding "dinges" voor vreemde objecten werd ook al gebruikt in bijvoorbeeld De snorrende snor. Ook is er een grap uit Het gouden paard hergebruikt (Lambik die zijn verstand "verlicht" met een kunstmatige lichtbron). De schilder Rubens stond ook centraal in De raap van Rubens, een verhaal dat enkele jaren vóór Het dreigende dinges uitkwam.
- De locatie van een groot deel van de gebeurtenissen in A Dog of Flanders is pas veel later (als eerste door Jan Corteel) geïdentificeerd als Hoboken en de rechtstreekse omgeving daarvan; vandaar dus dat dit Suske en Wiske-verhaal zich hier afspeelt. In de buurt Hoboken zelf staat tegenwoordig een standbeeld voor Nello en Patrasche. Ouida maakt in het verhaal echter zelf nergens duidelijk waar in Vlaanderen het zich afspeelt. De situering in Hoboken wordt inmiddels in twijfel getrokken.[1]
- Voor dit verhaal is geprobeerd om de Kruisafneming waarheidsgetrouw na te tekenen. Op het moment dat Nello en Patrasche op het punt staan te overlijden, valt er een lichtstraal op het schilderij waardoor het gezicht van Jezus even wordt verlicht (een aan het boek ontleende scène); daarmee lijkt dit verhaal dus duidelijk ook een christelijke component te hebben. Rechtstreekse verwijzingen naar religie worden in de meeste andere Suske en Wiske-verhalen gemeden.[2]
- Er staat een beeldje van Nello en Patrasche in de Kapelstraat in Antwerpen.
- Dit Suske en Wiske-verhaal wordt door fans hoog gewaardeerd vergeleken met andere verhalen uit begin jaren 80.